# Sigy-en-Bray
 Sigy-en-Bray  es una comuna y población de Francia, en la región de Alta Normandía, departamento de Sena Marítimo, en el distrito de Dieppe y cantón de Argueil.
Está integrada en la Communauté de communes des Monts de l'Andelle.

## Demografía
| 621 | 578 | 549 | 533 | 527 | 559 |
| Para los censos de 1962 a 1999 la población legal corresponde a la población sin duplicidades (Fuente: INSEE [Consultar]) |     |     |     |     |     |

Su población en el censo de 1999 era de 559 habitantes, incluyendo la commune associée de Saint-Lucien (140 hab.).